# 機動戰士Z GUNDAM
《機動戰士ZGUNDAM》是日昇制作的動畫《機動戰士GUNDAM》的續集，於1985年3月2日至1986年2月22日在名古屋電視台上映。"Ζ"取自希腊字母Zeta。台灣於1988年11月5日至1989年10月14日間由緯來、華視公司所聯合引進製播，并與續作《機動戰士GUNDAM ZZ》一併以《剛彈勇士》的名義在華視頻道放映；香港無綫電視以《機動戰士再起風雲》为名，于1992年11月11日至1993年1月19日期間在無綫電視翡翠台播出。第一部剧场版《機動戰士Z GUNDAM 星之繼承者》獲選為2005年第九屆日本新媒體動漫藝術節動畫部門推薦作品。

## 故事概要
故事舞台是在《機動戰士GUNDAM》中的一年戰爭終結後七年。
戰爭結束後一部份吉翁公國軍事勢力並未降伏繼續在各地與地球聯邦軍發生軍事衝突，因此地球聯邦軍內部的部分精英形成了主張以地球为主导的，清除地球联邦内部吉翁殘餘份子的激进军事组织－迪坦斯（Titans）。
由於迪坦斯對宇宙住民的強硬血腥鎮壓的手段，逼使反對勢力幽谷誕生。
故事的開始於宇宙世紀0087年（U.C. 0087），前半段主要圍繞於幽谷和迪坦斯兩派系的對抗，中段吉翁殘餘份子阿克西斯登场，与幽谷、迪坦斯角力週旋，展開三方激戰。

## 劇中角色

### 幽谷（A.E.U.G.）
嘉美尤·維達（Kamille Bidan，聲：飛田展男（日）／李勇（台灣華視）／蘇強文（港））
搭乘艦船：阿卡馬
新人類，住在SIDE7綠色諾亞2的高中生。父親為鋼彈MK-II開發者，母親為材料學家，二人皆沉迷於工作而不在乎家裡，嘉美尤因而討厭他們。有咬手指的癖好，因討厭自己像女性的名字，而學習空手道、小型飛機、迷你MS等男性向興趣，其技術高強，甚至得過獎項。
性格易怒、敏感細膩且對人有潔癖，也常流於感情行事。不在乎對方是誰皆會給於口頭或拳頭上的指正。與眾人接觸後其性格有變得較為圓潤，與眾強化人接觸後其心智也越來越成長。
儘管身處一線，仍討厭戰爭與死人，常常暗自哀弔戰死的人。也因其強大的NT能力與性格，感受到戰場上生命的凋零也逐漸侵蝕他的精神。
本身就是反迪坦斯的奮青之一，因緣際會下搭上迪坦斯甫製作的RX-178 鋼彈MK-II而加入幽谷，靠著其高強技術與新型機的性能與眾人合力屢次擊退敵軍，其新人類能力也慢慢覺醒。
故事中期改乘可變MS MSZ-006 Z鋼彈
於新香港遭遇地球聯邦強化人「鳳·村雨」，因為NT間的相互吸引而兩人互相產生好感
故事最終與帕普迪馬斯·希羅克所搭乘之THE O決戰，啟動Z鋼彈生命傳感器捨身以WAVE RIDER型態衝撞THE O駕駛艙，擊墜希羅克，但卻也遭其心智攻擊導致精神異常。(劇場版中並未失常且與花在宇宙一起相擁)
駕駛機體：RX-178 鋼彈MK-II、MS MSZ-006 Z鋼彈
夏亞·阿茲納布爾／克瓦特羅·巴吉納（Char Aznable / Quattro Bajeena，聲：池田秀一（日）／劉錫華（台灣華視）／黃健強（港））
搭乘艦船：阿卡馬
本作化名「克瓦特羅·巴吉納」登場，故事前期為調查迪坦斯潛入青色諾亞2號與卡密兒相遇
前期搭乘專屬紅色的RMS-99 力克·迪亞斯，中期改乘MS-100 百式
與幽谷領導人卑格斯·科拿參與達卡會議，並於會議中發布影響UC紀元重大的達卡演說
故事最終遭哈曼·坎恩駕駛丘貝雷大破，下落不明
駕駛機體：RMS-99 力克·迪亞斯、MS-100 百式
愛瑪·辛（Emma Sheen，聲：冈本麻弥、富泽美智恵（部份遊戲）（日）／鄭麗麗（港））
年龄24岁。军阶为中尉。
生于日裔军官家庭，為第九代、直到迪坦斯配属以前一直生活在地球上。在故事开端的四年前邂逅阿姆罗·雷。
作为迪坦斯高达MK-II的测试机师而前往绿色诺亚赴任，但却遭遇幽谷所引发的高达MK-II抢夺事件。在前往亚伽玛递交上司巴斯克·欧姆亲笔信的过程中，得知為恐嚇信这般行徑的她感到万分惊讶。这让一直以来都信奉着泰坦斯是镇压吉恩残党破坏行为的正义团体的她大受打击，开始质疑采取人质要挟这等卑劣手段的组织。之後爱玛带领卡密兒的父亲富兰克林·比丹和高达MK-II投靠幽谷。正处于监视期间的她，在进驻SIDE1的30号卫星时，从柯瓦特罗·巴吉纳处得知第30号卫星的真相（剧场版改由蕾柯亚·朗特向她播放相关调查的影像资料），自此再次认清迪坦斯的邪恶本质。
宇宙世纪0088年2月22日格利普斯战役收尾之际，爱玛成功击落叛逃泰坦斯的蕾柯亚所驾驶的帕拉斯·雅典娜，但却因为蕾柯亚的遗言而动摇，打算弄清其中含义的她走出驾驶舱時，帕拉斯·雅典娜的残骸被亚赞·盖布尔击毁，爆炸当中产生的碎片击中爱玛造成致命伤。自知时日无多的她在弥留之际告诉卡缪，Z鋼彈能够通过吸收他人的意志转而成为自身的力量，在向他寄托对和平的夙愿之后傷重不治静静死去。
最後殘破的鋼彈MK-II是被花·園麗給回收至亞加瑪。
劇場版中在西羅克妨礙大氣層降落作戰時並未感受到他的壓力，暗示非新人類。
駕駛機體：RX-178 鋼彈MK-II
布萊特·諾亞（聲：鈴置洋孝（日）／李香生（台灣華視）／鄧榮銾（港））
搭乘艦船：阿卡馬
前作地球聯邦戰艦白色基地之艦長，雖軍階貴為中校但迪坦斯的人並不聽命，本作初登場遭貶為太空梭船長
在親眼看到幽谷的青色諾亞事變後，他親身了解了迪坦斯的橫暴。駕駛上面坐著SIDE7避難民眾的太空梭雖然對提坦斯非常恭順但仍遭到與提坦斯合作的朱比特利斯的可變MA的挑釁，此時他便下定決心拋下目前的生活加入幽谷。
幽谷對於布萊德在一年戰爭時的實戰經驗給予相當高的評價，於是讓他坐上了旗艦阿卡馬的艦長寶座。
花·園麗（Fa Yuiry，聲：松岡美幸、新井里美（劇場版）／梁少霞（港））
搭乘艦船：阿卡馬
卡密兒的青梅竹馬，照顧著他的日常生活。在救援布萊德的太空梭時相遇，因家人認識卡密兒而被迪坦斯抓走而加入幽谷
雖為青梅竹馬但卡密兒並不喜歡她像個老媽子一樣管教。對卡蜜兒的愛始終難以被放在心上。負責船上的雜務與照顧小孩。
故事中期駕駛幽谷試驗可變型MS MSA-005 梅塔斯作為援護
駕駛機體：MSA-005 梅塔斯
小林卡兹（聲：難波圭一 ／蔡惠萍（港））
前作的戰爭孤兒之一，為小林隼人養子，與母親芙勞生活於地球圈。
性格非常小孩子氣，儘管會駕駛MS跟載具仍常不顧後果惹事
因看不慣地球聯邦政府方面之腐敗內鬥長年，加上看到阿姆羅被軍方軟禁而徬徨度日鬱鬱寡歡而非常氣憤，在與家人和阿姆羅於機場搭機時，和阿姆羅搶了一台運輸機逃走，在奧特穆拉看到阿姆羅終於願意戰鬥後跟隨克瓦特羅·巴吉納上到宇宙加入幽谷。
喜歡迪坦斯中的莎拉·薩比亞羅夫。
最後戰役時因為自大而撞上石頭，機身也因此爆炸死亡。
駕駛機體：MSA-003 尼莫、FXA-05D G防衛者
漢肯·貝克納（Henken Bekkener，聲：小杉十郎太 ／馮永和（港））
軍銜：中佐
指揮艦船：阿卡馬／拉迪朱
幽谷的艦長，他也曾經參加一年戰爭的優秀軍人，在戰後加入幽谷。
他原是幽谷旗艦阿卡馬的艦長，後來當布萊特·諾亞加入幽谷後，便把阿卡馬艦長的職責交給他。
其後他則擔任新型戰艦拉迪朱的艦長，他亦是幽谷旗的中心人物。
他喜歡阿卡馬上的愛瑪·辛，在每次和阿卡馬通訊時，都會借機問一下她的情況，但其實包含愛瑪自身所有人都知道他的愛戀。
在格里普斯戰役（グリプス戦役）的最終決戰時，他為了支援陷入危機的愛瑪，以乘艦保護愛瑪，最後被亞桑·蓋布爾（ヤザン・ゲーブル，Yazan Gable）所乘坐的RX-139 漢摩拉比擊沈而戰死。
卑格斯·科拿（Blex Forer，聲：藤堂貴也／盧國權（港））
軍銜：准將
搭乘艦船：阿卡馬
奧干的領袖，性格和善正直，但也會為了個人大義選擇犧牲別人。
曾經參加一年戰爭的地球聯邦軍將軍，也曾是聯邦議會議員，因十分同情所有宇宙殖民地居民們的處境，所以一直在議會內幫宇宙殖民地居民們爭取權利。
但眼看地球聯邦政府旗下的極激進軍事菁英組織「泰坦斯」成立和日漸專橫，最後泰坦斯方面甚至還動用毒氣，屠殺反對地球聯邦政府之血腥統治的宇宙殖民地群示威者們，令其對地球聯邦政府感到非常絕望。
為了與泰坦斯對抗，他於是加入幽谷，更成為幽谷的領袖。幽谷的成員對他十分信賴，而他亦經常到前線指揮。
可是他在達喀爾的聯邦議會出席時，被賈米托夫·海曼（ジャミトフ・ハイマン，Jamitov Hymen）派人把他暗殺，在死前一刻，他將遺志交給克瓦特羅·巴吉納後便與世長辭。
阿波里·貝（Apolly Bay，聲：阿部健太／大川透（劇場版））
軍銜：中尉
搭乘艦船：阿卡馬
阿卡馬的MS小隊核心人物之一，里克·迪亞斯駕駛員，夏亞的心腹之一。
真實身分為前吉翁公國的薩克駕駛員，本名「安迪·貝」，一年戰爭結束時在阿克西斯與夏亞再次相遇，之後便與夏亞與利卡爾德（羅貝爾特中尉）經歷各種阿克西斯的陰謀與內亂的鬥爭，後與夏亞一同加入幽谷，為阿卡馬MS隊初期的核心戰力，其老練的駕駛技術與豐富的戰鬥經歷幫助阿卡馬渡過一次又一次的難關，在阿卡馬中期存在就如同一年戰爭時期，白色基地的良·保政般的存在，以前輩的立場在背後支持著他們，在故事最後為了救過於衝動的花·園麗而被傑利特·梅薩所乘坐的RX-160 拜亞藍 擊破機體，戰死。
駕駛機體：RMS-99 力克·迪亞斯

### 卡拉巴（Karaba）
阿姆羅·雷（Amuro Ray，聲：古谷徹 ／郭志權（港））
前作角色，機動戰士鋼彈 之主人翁，本作登場時遭地球聯邦軍軟禁監視，自身也對該狀況很無力
與芙勞見面後決定帶著卡茲前往卡拉巴，2人於機場搶走一輛運輸機，第一場復出戰中就以自己駕駛的運輸機擊退亞席瑪而與夏亞跟卡密兒等人相遇
因為一年戰爭拉拉之死而不願搭乘MS，但因為卡茲的衝動魯莽與敵人的不斷襲來使得他不得不搭上MS，發揮出高強實力擊墜了不少敵人也指導了卡密兒不少。於最終仍不願上宇宙參與幽谷最終決戰
駕駛MS: RMS-099 力克·迪亞斯 MSK-008 迪傑
小林隼人（聲：鈴木清信）
前作角色，本作屬於卡拉巴陣營指揮官，空母奧特穆拉的艦長。與芙勞結婚，白色基地上三名戰爭孤兒為養子
戰爭博物館館長，因此養子卡茲對舊型MS皆上手
貝托蒂嘉·伊爾瑪（Beltorchika Irma，聲：川村萬梨阿 ／曾佩儀 (港)）
以卡拉巴連絡員的身份出場。
出場的時候，因為阿姆羅是一年戰爭中的傳奇英雄，所以貝托蒂嘉在與阿姆羅見面後迅速產生了好感而後發展成男女朋友。但從第一眼瞄到就討厭夏亞。
過於積極與關心阿姆羅而做出出格的舉動以至於被卡密兒、卡茲等人討厭。希望不斷的鼓勵阿姆羅，使他重新振作起來。
凯·西汀（聲：古川登志夫）
前作角色，本作中屬於卡拉巴陣營，以自由記者身分潛入各地球聯邦基地獲取情報，發現夏亞身分後就留下情報離去

### 泰坦斯（Titans）
帕普迪馬斯·希羅克（Paptimus Scirocco，聲：島田敏（日）／翟耀輝（港））
地球聯邦政府木星資源採探船諸比多理斯（ジュピトリス）的艦長，軍階為上尉，劇場版為上校。
木星氦3（熱核反應爐主要燃料）採探艦隊的指揮官。宇宙世紀0087年4月末，當採探任務完結回程之時，身為採探船諸比多理斯船長的希羅克，將船上所載有的氦3轉贈予賈米托夫，從而加入迪坦斯（ティターンズ）。賈米托夫的原意是將希羅克培養成為控制當時得令的巴斯克（バスク・オム）的人物，因而穫得不少機會與資源。
宇宙世紀0087年8月10日，泰坦斯發動壓制月面都市馮·布朗（フォン・ブラウン）的阿波羅作戰（アポロ作戦）。希羅克無視上級巴斯克的命令單獨行動，提早佔領馮·布朗市。
同年10月15日、幽谷與阿古捷斯（アクシズ）之間的交涉失敗，希羅克代表迪坦斯前往阿古捷斯的旗艦格瓦丹締約結盟。
格里普斯戰役（グリプス戦役）後期，希羅克在格瓦丹内與哈曼·坎恩（ハマーン・カーン）和賈米托夫進行秘密會談，其間因古華多羅·巴茲拿的介入，賈米托夫被希羅克趁亂暗殺。事後以「為賈米托夫報仇而戰」的旗號將格瓦丹擊沉，並以自己開發的The O（ジ・O）與哈曼的丘貝雷（キュベレイ）交戰。自此掌握迪坦斯的實權。
宇宙世紀0088年2月22日、三方艦隊會戰，為阻止幽谷的格里普斯2（殖民星雷射炮）發射而在雷射炮內部作戰，與克瓦特羅的百式及哈曼交戰。但由於阻止失敗，殖民星雷射炮的發射令迪坦斯損失大半戰力，撤退中途與卡密兒（カミーユ・ビダン）的Ζ高達交戰。最後被Ζ高達擊敗，臨終之前運用精神力量將嘉美尤的意識一同帶走。
至於在小說版當中，與卡密兒作最後決戰之時Ζ高達內的生命感應器（バイオセンサー）發放出不可思議的光茫，將整部The O包圍，使其失去控制能力，在殖民星雷射炮發射的一剎被擊中，化為星塵。
性格上是一個以自己為中心的野心家。有著人類應由天才（尤其是女性）所領導的觀點，而自己只是歷史演進的旁觀者。有著極佳的個人魅力，蕾柯亞（レコア・ロンド）和亞桑的命運因此受其擺佈。另外，把擁有卓越的新類型人（ニュータイプ）的素質莎拉·薩比亞羅夫（サラ・ザビアロフ）發掘及重用，使之在戰爭中無往不利。與哈曼交戰時，能將丘貝雷的浮游圓椎炮（ファンネル）打落顯示出其高超的戰技及新類型人素質。再者，諸比多理斯内自行設計的機動戰士，使其在劇中的天才能力極盡發揮。
開發機體： PMX-000 密沙羅（メッサーラ）（搭乘）、RX-110 葛士尼、PMX-001 柏拉斯·亞迪尼（パラス・アテネ）、PMX-002  波連洛·沙曼（ボリノーク・サマーン）、PMX-003 The O（ジ・O）（搭乘）
搭乘機體：PMX-000 密沙羅（メッサーラ）、PMX-003 The O（ジ・O）
指揮艦船：諸比多理斯（ジュピトリス）、多哥斯·基亞（ドゴス・ギア）
莎拉·薩比亞羅夫（Sarah Zabiarov，聲：水谷優子、池脇千鶴（劇場版Ⅱ）、島村香織（劇場版Ⅲ）； 林元春（港））}}
地球聯邦軍精英部隊「泰坦斯」的女性機動戰士機師，軍階為曹長。
擁有新類型人（ニュータイプ）素質的少女。劇中甚少提起童年經歷，小說版中描述在孤兒院中成長，及後在漢堡店中工作，被上司發現其特殊才能而加入迪坦斯。
希羅克指派傑利特（ジェリド・メサ）帶領莎拉，參予對幽谷的戰鬥，及後更成為希羅克的直屬部下。曾受命潛入阿卡馬（アーガマ）進行間諜活動，從一次戰鬥中乘隙逃脫。這段期間對卡茲（カツ・コバヤシ）產生好感。
曾在月球中立都市馮·布朗的阿姆斯特朗廣場設置炸彈，後被卡密兒發現並在談話後決定幫忙拆除炸彈，炸彈爆炸後被卡密兒說服不要待在希羅克身邊，但莎拉說卡密兒不懂帕普迪馬斯大人的溫柔之處後，在戰鬥中趁隙從阿卡馬戰艦逃出。
對帕普迪馬斯·希羅克心存尊敬及愛慕，對從幽谷變節來到諸比多理斯並受希羅克重用的蕾柯亞（レコア・ロンド）存在著反感。
宇宙世紀0088年1月，與希羅克及蕾柯亞三人與哈曼·坎恩（ハマーン・カーン）的丘貝雷（キュベレイ）交戰。戰鬥中，希羅克與哈曼一對一交戰期間，因抵擋卡茲對希羅克的襲擊而喪命。在戰爭最後，其意識所組成的幻影在卡密兒（カミーユ・ビダン）與希羅克決戰其間出現，並試圖保護希羅克，但最後被卡茲說服。
搭乘機體：RMS-106 高性能薩克（ハイザック）、RMS-108 馬拉賽（マラサイ）、PMX-000 梅薩拉（メッサーラ）、 PMX-002 波連洛·沙曼（ボリノーク・サマーン）
莉哥亞·羅特（Reccoa Londe，聲：勝生真沙子 ／黃麗芳 (港)）
軍銜：上尉
原幽谷的MS駕駛員。
她在一年戰爭時失去雙親，之後她便參加幽谷成為工作人員。
在格里普斯戰役（グリプス戦役）初期時，她為幽谷駕駛MSA-005 梅塔斯取得很高的戰果，但是她的內心十分空虛，所以她希望取得精神記托，向克瓦特羅·巴吉納示愛，可是被他拒絕了，令她的內心變得更加孤獨，無助。
之後，當她潛入諸比多理斯時和帕普迪馬斯·希羅克相遇，被其魅力所吸引著。
其後，她在戰鬥中被泰坦斯補虜，於是她便借機加入泰坦斯，希望可以接近帕普迪馬斯·希羅克。
在最終決戰時，她和愛瑪·辛交戰時被擊敗，死前説出「男性就只會利用女性而已」這遺言後，駕駛機體爆炸死亡。
駕駛機體: MSA-005 梅塔斯、PMX-000 梅薩拉、PMX-001 柏拉斯·亞迪尼
傑利特·梅薩（聲：井上和彥 ／李智良（港））
軍銜：中尉
泰坦斯的MS駕駛員，性格衝動好戰，勇往直前。
原本前途一片光明，但在遇到嘉美尤·維達後，令其走向充滿挫折和失敗的悲劇人生。
最初被派往綠色羅亞作新型MS高達Mk-Ⅱ的測試駕駛員，但在剛抵達就和嘉美尤相遇並發生衝突。
在被幽谷成功搶走兩部高達Mk-Ⅱ後，他便加入追擊行動，在一次作戰中，在不知情下殺了嘉美尤的媽媽。
一開始尊尼特只是個自負但毫無技術可言的黃毛小子，直到遇上聯邦軍駕駛員萊拉，經過她的教導尊尼特才開始學懂戰鬥技巧，因而對萊拉十分尊敬並把她視為老師。
但她和嘉美尤交戰時被擊敗戰死。他為了報仇，多次的和嘉美尤交戰，但最後都被擊敗，而且他的戰友卡古利康亦於大氣層降落作戰時戰死。
和剛回到宇宙的嘉美尤戰鬥，一度即將勝利但被開著Z高達趕來的阿波利中尉給擊傷而報仇失敗。
在查布羅攻防戰後，返回宇宙的尊尼特再次挑戰嘉美尤，但最後還是被打敗，而他的戀人瑪雅為了保護他而戰死。
此後「打倒嘉美尤」成為尊尼特生存的唯一意義。
在基路馬扎羅攻防戰中，駕駛RX-160 拜亞藍追殺嘉美尤時，鳳·村雨為救嘉美尤以被尊尼特殺死。
接著在色當之門攻防戰中，在追擊哈曼途中被嘉美尤等幽谷部隊阻礙，在和嘉美尤打個旗鼓相當後，擊破了阿波利中尉的力奇·戴亞斯。
但在最終決戰時，駕駛獵犬被嘉美尤的Z高達擊中飄向爆炸中的拉迪朱號而戰死。
駕駛機體：RX-178 鋼彈MK-II、RMS-106 高性能薩克、RMS-108 馬拉賽、RX-110 加布斯雷、RX-160 拜亞藍、NRX-055 獵犬(三號機)
瑪雅·花拿奧（Mauar Pharaoh，聲：榊原良子 ／雷碧娜 (港)）
軍銜：少尉
泰坦斯的MS駕駛員。
曾經協助傑利特·梅薩逃出賈布羅，之後和其一起行動。
她的性格冷靜沈著，本想利用傑利特達成個人野心，但後來卻被他吸引而愛上他。
重回宇宙後被編入多哥斯·基亞成為希羅克的部下，和傑利特駕駛RX-110 加布斯雷多次攻擊阿卡馬，也曾一起參加阿波羅作戰。
最後，在SIDE-4和阿卡馬交戰時，她為了保謢傑利特而被卡蜜兒的Z鋼彈擊中而戰死。
駕駛機體: RX-110 加布斯雷
卡克利肯·卡克拉（聲：戶谷公次  ／ 翟耀輝（港））}}
軍銜：中尉
泰坦斯的MS駕駛員，性格野蠻粗暴，傑利特·梅薩的老朋友與競爭對手。
因自視為精英而輕視泰坦斯以外的人，原本是RX-178 鋼彈MK-II的測試駕駛員，但卻連續被阿卡馬奪去兩次。
他為了雪恥便立志要打到阿卡馬，然而連續幾次的追擊儘管讓眾人陷入危險但都失敗。為阻止幽谷進攻查布羅而在大氣層駕駛RMS-108 馬拉賽追擊卡密兒，過份自信的他為了打敗卡密兒，不理會自機因和大氣層磨擦而令溫度暴增，最終導致防熱傘自動打開，接著被卡密兒的飛行裝甲刮中令防熱傘破裂，他的MS在大氣層內燒毀而戰死。
在地球有一位女朋友亞美莉亞，但他的執念令他以後也無法和她相見。
駕駛機體:RX-178 GUNDAMMK-II、RMS-106 高性能薩克、RMS-108 馬拉賽
亞桑·蓋布爾（Yazan Gable，聲：大塚芳忠）
軍銜：上尉
泰坦斯的王牌駕駛員之一，擁有如野獸般的眼神和外型，將戰爭看作一場性命相搏的遊戲，既會在戰場上殺人後開心大笑，也會認為用毒氣屠殺平民是懦夫行為。
MS駕駛技術以非新人類機師來說相當不錯，首次出場就令不擅戰的花吃足苦頭，亦曾差點用蓋布蘭及漢摩拉比擊倒卡密兒的Z鋼彈（但可歸因為卡密兒過於情緒化並大意所致）。
因對加麥坎·達寧安（聲：山田俊司）的無理態度極之不滿，故意讓愛瑪駕駛的超級高達擊中加麥坎·達寧安所在的控制室，加麥坎·達寧安死後以多哥斯·基亞的赫巴比小隊隊長身份多次令阿卡馬陷入苦戰。
在最終決戰，率領部下達基路和拿索斯圍攻愛瑪中尉的超級鋼彈，戰鬥途中，兩名部下先後戰死，而日札也擊倒卡茲、擊沉拉迪殊及打到超級鋼彈變回鋼彈Mk-II，但最後還是被盛怒的卡密兒擊敗。
泰坦斯崩潰後，他逃到Side1香格理拉。
UC0090時，亞桑回到了地球聯邦軍化名和修吉(VASUKI)，就任特務部隊暗夜獵手隊隊長。
駕駛機體: 、RX-139 漢摩拉比
賈米托夫·海曼（Jamitov Hymen，聲：西村知道 ／盧國權 （香港））
軍銜：上將
泰坦斯的領袖，以搜捕自護殘黨為名成立聯邦軍轄外的武裝組織-泰坦斯。
泰坦斯成立後，不斷打壓宇宙殖民，終激起他們舉行大規模的反地球聯邦政府運動，不久便發生了「30號衛星事件」，他命令對區內施放G3瓦斯毒氣，使數百萬人死亡。
之後也在不同地方鎮壓反對泰坦斯的民間組織。
克瓦特羅·巴吉納在達卡發表演說後，他開始在連邦軍上失勢。
他為了挽救自己的名聲，唯有親自前往色當之門與哈曼·坎恩交涉，希望她答應與泰坦斯結盟。
最後在阿克西斯軍旗艦格瓦丹（グワダン）談判時被斯洛哥暗殺。
巴斯克·奥姆（聲：鄉里大輔 ／梁耀昌（港））
軍銜：上校
指揮艦船：亞歷山大／多哥斯·基亞
泰坦斯的艦隊總司令，和賈米托夫·海曼同是泰坦斯的創立元老。
一年戰爭時期因自護軍的攻擊令雙眼失去大部分視力而要配戴特製眼罩保護，所以對宇宙殖民抱有極端憎恨。
因主張地球至上主義，而對反對聯邦統治的宇宙殖民採取武力鎮壓，導致300萬宇宙殖民喪生。
以嘉美尤媽媽要脋幽谷交還兩部高達Mk-Ⅱ，導致其喪生及三部高達Mk-Ⅱ全被幽谷奪走。
由於他的暴行，導致軍隊內外的人更加反感，於是很多人加入反地球聯邦組織奧干。
在格里普斯戰役（グリプス戦役）初期，他乘坐亞歷山大擔任指揮的工作，並完成宇宙據點「撤旦之門」，並在此指揮全軍。
當幽谷在達喀爾聯邦議會發表電視演說後，令泰坦斯開始失去聯邦政府支持，為了重奪主導權曾使用戰略兵器殖民星雷射炮直擊殖民衛星，企圖用高壓手段強逼幽谷投降，在撤旦之門被破壞後，他乘坐戰艦多哥斯·基亞到前線指揮，但他被取得實權的帕普迪馬斯·希羅克的部隊襲擊而戰死。

### 地球聯邦軍（E.F.F.，Earth Federation Force）
羅莎米亞·巴達姆（Rosamia Badam，聲：藤井佳代子 ／蔡惠萍（港））
軍階：少尉
奧古斯塔研究所的強化人，性格時而強硬時而柔弱。
在查布羅攻防戰後，作為增援加入布朗率領的追擊部隊。
因感到不明的嫌惡感而駕駛ORX-005 加布蘭向奧特穆拉進攻，被眾人合力擊墜後被村雨研究所回收及施加精神控制以防止其再次违反命令。
因被導入虛假記憶，令她以為是奧干把殖民衛星投下地球殺光她的家人，而強化手術也令她產生幻聽及幻覺等精神錯亂情況。並令她認為自己的兄長貌似嘉美尤。在機緣巧合的情況下認識了嘉美尤並乘上了阿卡馬，但很快她就在強化研究員的控制下離開。她駕駛MRX-010 重高達MK-II在阿古捷斯附近與嘉美尤見面後精神極不穩定，並胡亂攻擊，最終被嘉美尤擊殺。
駕駛機體：ORX-005 加布蘭 ／NRX-055 獵犬／MRX-010 重高達MK-II
莱拉·米拉·莱拉（Lila Milla Rira，聲：佐脇君枝／林元春（港））
軍階：上尉
聯邦軍的女性王牌機師。(劇場版更改為迪坦斯)
性格強勢但受部下愛戴，在發現阿卡馬後多次追擊嘉美尤等人，與迪坦斯合流後被任命為各方面都不如她的尊尼特下屬而蔑視他，之後被尊尼特其要求教導戰鬥技巧，如導師般對他影響極大。在SIDE1的30號衛星上抓到嘉美尤並偷聽到古華多羅·巴茲拿向愛瑪等人說出的迪坦斯使用毒氣攻擊的真相後受到打擊，但接下來與逃脫的嘉美尤對戰不接受勸誘而戰敗身亡，該戰績讓嘉美尤被稱為「下一位阿姆羅」也奠定了尊尼特誓要打倒嘉美尤的決心。劇場版中刪除30號衛星事件改為降落大氣層作戰初期與嘉美尤戰鬥戰死，也在降落行動中和嘉美尤與夏亞一樣感受到來襲擊的西羅克的壓力，似乎被暗示為新人類。
駕駛機體：RMS-117加里波第β
（聲：中村秀利）
軍階：少校
指揮艦船：蘇多利
聯邦軍的指揮官。
一年戰爭中有實戰經驗的軍官，帶領部隊進攻被卡拉巴協助幽谷回宇宙的肯尼迪宇宙港，並奪取了迦樓羅級空母蘇多利。
為了追捕幽谷的空母奧特穆拉，無視上層的撤退命令堅持追擊。後與奧古斯塔研究所的強化人類羅薩米亞會合，但對強化人類抱有不信任感。藉由空戰專用的MS亞席馬的機動性讓幽谷眾人數度苦戰。在差點擊墜奧特穆拉時被阿姆羅駕駛的運輸機亂入撞毀撤退，之後於卡拉巴的西科里基地上空與嘉美尤和阿姆羅戰鬥，在剛彈Mk-Ⅱ被擊破的千鈞一髮之際被阿姆羅擊墜。
駕駛機體：NRX-044亞席馬
鳳·村雨（Four Murasame，聲：島津冴子、野上尤加奈（劇場版）／林元春（港））
地球联邦军下属村雨研究所的强化人实验体第四号，所以以此为名。本人对这个名字持有复杂的情绪。本名和进行强化试验前的一切信息和历史已经散失，本人的记忆也已被消除。
16岁（另说20岁前后），有着淡绿色短发的强化人少女，军阶为少尉，精神感应高达（Psycho Gundam）的测试驾驶员。作为强化人，她拥有非常强大的NT素质，可以使用NT能力直接召唤精神感应高达出现。
初期只是一名普通的士兵，但在没有参加任务独自行动的时候意外认识了同样外出中的卡缪，两人很快因为NT间的相互吸引而产生好感。但很快因为陷入战斗而交战。但在过程中两人因为NT的共感而相互理解而消除敌意。为了帮助卡缪送回宇宙，鳳违反命令射出了可以突破大气层的推進器，但自己被卷入爆炸而下落不明；剧场版改为被旁人射杀，且不再有之后的再會。
之后，被村雨研究所回收及施加精神控制以防止其再次违反命令，并因洗脑而導致人格及记忆分裂（作戰時會強制視卡缪為敌，並失去了和卡缪有关的记忆）。不久，她在乞力马扎罗和卡缪再次相会，但由于精神控制而将对方当成敌人。虽然由于卡缪舍身的努力以及NT感应中的呼唤恢复神智，但之后很快就因为替卡缪挡下追来的捷利德的致命攻击而被光束击穿驾驶舱。之后在卡缪怀中香消玉殒。
和卡缪的共感，相互理解，相恋以及她的死亡对于卡缪产生了极其重大的影响。之后她也多次在卡缪发动NT能力时出现。
駕駛機體：MRX-009 重高達
（聲：大林隆介）
軍銜：上尉
指揮艦船：蘇多利
聯邦軍的指揮官。
他原是布朗·布魯塔克的副官，後來當布朗戰死後，他便擔任指揮蘇多利的工作，繼續追擊幽谷的任務。
他是一個為了達到目的而不擇手段的人，在新香港之戰時，曾經使用過無差別爆擊和脅持幽谷成員的家屬作人質等卑鄙行為。
但最後蘇多利失去所有MS後，於是便下令部下離開戰艦，自己操縱蘇多利與七名拒絕離開的部下進行特攻，但最後在被幽谷的MS部隊截擊下，企圖以艦載機槍擊破準備用火箭推進器回宇宙的嘉美尤，被阿寶直接用火箭炮插入機槍座慘死，沒多久蘇多利也因載運的火箭推進器中彈而炸沉。

### 阿克西斯（Axis）
哈曼·坎恩（Haman Karn，聲：榊原良子（日）／鄭麗麗（港））
哈曼出生於UC0067年1月10日。於UC0083年8月11日由夏亞·阿茲納布爾推介接任由其父親瑪哈拉哲·坎恩（於UC0083年8月9日死亡）所帶領的阿克西斯。利用其優秀的統治力集結了原吉翁殘黨的勢力後，於UC0088年2月29日吸收自護共和國的國力，創建了「新自護」。
於阿克西斯攝政，挾德茲爾·薩比的女兒米妮瓦實質統治阿克西斯。
哈曼·坎恩是瑪哈拉哲·坎恩的次女，在一年戰爭時曾參與富林岡機構的新類型人育成，戰後跟逃到阿克西斯的夏亞相遇（《C·D·A·》的劇情），在夏亞出走後以米妮瓦的攝政掌握實權領導新自護。
在格利普斯戰爭中因與化名克瓦特羅的夏亞理念不合而使宇宙住民合力對抗提坦斯破局，之後在最後的混戰中對克瓦特羅窮追不捨，並大破其乘機百式，夏亞下落不明。
在續作《機動戰士GUNDAM ZZ》中，宇宙世紀0088年2月29日，格里布斯戰役終結後吸收了部份殘存的提坦斯戰力，把組織名由阿克西斯改稱為新吉翁。利用戰後的隙縫向各殖民星派遣鎮壓部隊，掌握了地球圏。
同年8月，親自率領艦隊降落至地球。以武力威嚇及鎮壓了連邦議會達喀爾，把舊吉恩軍及迪坦斯的殘黨收編。10月下旬，向都柏林實行殖民星墜落。結果迫使地球連邦政府認同把吉翁公國起源之地的Side3作讓渡。
同年12月25日，連串戰局都傾向新吉翁一方，但因為不是以純粹為了復興薩比家為目的的哈曼，引發激進的親薩比派的反撲，發起了以古利明·托舵為中心的叛亂。為了鎮壓此叛亂而消耗了大量戰力。
宇宙世紀0089年1月17日，於與幽谷的最後決戰中被駕駛ΖΖ GUNDAM的傑特·亞希達擊敗，並拒絕傑特伸出的救援之手。而在哈曼戰死前新吉翁投降之際，才發現原來真正的米妮瓦已經不知何時被夏亞帶走，留在阿克西斯的是替身。最後，哈曼將未來托付於傑特·亞希達身上，將乘機丘貝雷撞向阿克西斯外壁而亡。得年21歲。
其父為瑪哈拉哲·坎恩是德金公王的近臣，在帶領三萬人民逃往阿克西斯，其領導力發揮了極大的作用，而哈曼也很得其父的真傳，故年紀輕輕就攀上高位。
哈曼的姊姊是德茲爾的愛妾（亦有一說就是德茲爾的愛妻瑟娜，不過並不被大多數人接受），負責照顧瑟娜母女的起居，但因其在抵達阿克西斯前就病逝，因此哈曼亦負起照顧米妮瓦的責任（瑟娜在抵達不久後亦病逝）。
其後還有一個妹妹賽拉娜·坎恩，在第二次新自護抗爭時尋求與地球聯邦和解的可能，之後不明。
在劇中可以得知夏亞跟哈曼原是戀人的關係，哈曼非常不諒解夏亞棄阿克西斯居民潛入幽谷的作法，在目標上兩人都是希望人類的革新，但在劇中手段卻是完全的不同，宇宙住民的合作破局並不止是哈曼的責任。在第一次新自護抗爭結束後，夏亞也走上了類似的道路，參見《機動戰士GUNDAM 逆襲的夏亞》。
米妮瓦·拉歐·薩比（Mineva Lao Zabi，聲：伊藤美紀）

## 登場MS
幽谷（A.E.U.G.）
- MSZ-006 Z GUNDAM
- MSN-00100 百式
- RX-178 GUNDAM MK-II
- FXA-05D+RX-178 超級GUNDAM
- RGM-79R 吉姆II

卡拉巴（Karaba）
- (電視版)
- RGM-79R 吉姆II

迪坦斯（Titans）
- RX-121-1 鋼彈TR-1 (海茲爾改)(劇場版)
- (或稱阿布拉比)
- (或稱加布蘭)
- NRX-055 獵犬
- (電視版)

地球聯邦軍（E.F.F.）
- (或稱加布蘭)

阿克西斯（Axis）
- AMX-003 卡薩C
- AMX-004 丘貝雷

## 登場舰艇
幽谷（A.E.U.G.）
- 拉迪殊

卡拉巴（Karaba）
- 迦樓羅級空母奥特姆拉

迪坦斯（Titans）
- 亞歷山大級重型巡洋艦
- 多哥斯·基亞級強襲型重戰列艦
- 朱庇特里斯

地球聯邦軍（E.F.F.）
- 迦樓羅級空母苏德里

阿克西斯（Axis）
- 格瓦桑級大型戰艦
- 格瓦丹級超大型戰艦

## 用語
幽谷（A.E.U.G.）
是由宇宙派系成員組成，當中為首的地球聯邦軍准將卑格斯·科拿以維護宇宙殖民地群之居民權益而成立，與地球派系組織卡拉巴建立的「反地球聯邦軍組織」合作，對抗實行「地球至上主義」的地球聯邦軍支派組織—迪坦斯。
幽谷在U.C.0087年和U.C.0088年中活躍，是由地球聯邦軍准將卑格斯·科拿及舊吉翁公國軍人組成的反地球聯邦組織，資金來源由亞納海姆電子公社和月球商會贊助；建立目的是反對地球聯邦軍的精英組織迪坦斯欺壓宇宙殖民地居民的暴行而組成，於第一次新吉翁抗爭後正式解散，A.E.U.G.取代泰坦斯主導了地球聯邦，核心人員成為了地球聯邦的高官，而新的地球聯邦軍的精英組織隆巴納亦是以幽谷為基礎。
正式名稱為反地球聯邦政府，英文為Anti Earth United Government，簡稱A.E.U.G.
- Union Group（反地球聯邦組織）
- United nation Government（反地球聯合国政府）
- United Government（反地球聯合政府）

卡拉巴（Karaba）
- 简介

与在宇宙空域的反地球联邦组织幽谷（A.E.U.G.）不同，卡拉巴是在地球上活动的组织。 参加者也以原白色基地的小林隼人和地球聯邦軍人为中心，与幽谷十分相似。制服是与地球聯邦軍相同的黑色飞行夹克。主要参与幽谷在地球活动时的协助以及进攻泰坦斯基地，发挥了重要的作用。泰坦斯灭亡后，新吉翁再次蓄谋向地球圈挺进，卡拉巴代替失去抵抗力的地球聯邦軍，与幽谷共同反击，可见其活跃。U.C.0088年9月30日，新吉翁计划向都柏林投下殖民卫星，領導者小林隼人英勇战死。
第一次新吉翁战争后，其战力几乎消耗待尽，在联邦内并未发挥重要的作用，其后的活动不为人知。不过由于卡拉巴的阿姆羅·雷上尉之后重回地球聯邦軍，卡拉巴一般被认为解散编入了联邦军的隆巴納。
幽谷的古華多羅·巴茲拿对卡拉巴的称谓并没有好感，曾评价“没有什么好的印象”、“好像中世纪的秘密结社的名字”。
- 地位

剧中并未明确指出卡拉巴与幽谷组织理念的不同，卡拉巴被描写得类似于幽谷的地球支部。 组织具体规模以及小林隼人和阿姆羅·雷以外的上级成员也并未登场，而且小林隼人在卡拉巴内所属位置也并不明确。从小林隼人表面的职位为战争博物馆馆长可以看出，幽谷不是从地球聯邦軍而来，而是民间组织。阿姆羅·雷计划逃出联邦的软禁时，是通过小林卡兹的话才知道卡拉巴的，可见卡拉巴应该是以地下活动为中心的组织。
泰坦斯（Titans）
- 背景介绍

在UC0083年爆发的迪拉兹纷争让地球联邦军感受到吉翁残党的威胁性，因此基于賈米托夫·海曼准将的提议，成立专责打击吉翁公國残党的特殊部队。事实上賈米托夫·海曼为首的保守派在迪拉兹纷争前，早已经准备要向开明派发起斗争，因此在迪拉兹纷争当中賈米托夫·海曼与盟友的谋略事实上对战局产生了相当大的影响。
- 组织架构

虽然组织最高司令官为賈米托夫·海曼准将，但军事上的指挥是由巴斯克·奥姆上校负责。泰坦斯的成员几乎都是地球出身（俗称Earthnoid），并且受到优于地球联邦军正规军的特殊待遇，因此常给予外人横暴的假菁英份子之印象。
以賈米托夫·海曼的“地球至上主义”思想为基础，泰坦斯对于宇宙殖民地的居民抱持着强烈的歧视，并且强力镇压一切不满的声音。由于极力主张以強勢武力扫荡吉翁公國餘党，所以地球联邦军内支持泰坦斯那般组织的人物不在少数。
- 兴衰

泰坦斯成立后在联邦军内部扩张势力，曾经一时掌握全权，但是到格里普斯戰役中后期，由于幽谷发动达卡作战，护送古華多羅·巴茲拿上尉进入地球联邦议会议场发表演说，对全地球圈控诉泰坦斯的暴行，泰坦斯在地球上所得的支持也开始消散。再加上此时以哈曼·坎恩为首之阿古捷斯，吉翁残党也进入地球圈，使得本来是联邦政府内两大势力冲突的局面发展为围绕在格里普斯；格里普斯2号改装成殖民星雷射炮的三方作战。最后泰坦斯的主要领导人物全体死亡，使得组织崩坏。战后许多曾隶属于泰坦斯的官兵为了隐匿真实行为或被冠以莫须有罪名，而受到联邦政府不当的处分。另外一部份的残存战力被新吉翁所吸收。

## 各話標題
| 話數 | 日本播放日期   | 台灣播放日期   | 副標題 | 中文譯名       | 劇本               | 演出     | 作畫監督           |
| ---- | -------------- | -------------- | ------ | -------------- | ------------------ | -------- | ------------------ |
| 1    | 1985年3月2日   | 1988年11月5日  |        | 黑色高達       | 大野木寛、斧谷稔   | 今川泰宏 | 北爪宏幸           |
| 2    | 1985年3月9日   | 1988年11月12日 |        | 出發           | 鈴木裕美子、斧谷稔 | 関田修   | 小林利充           |
| 3    | 1985年3月16日  | 1988年11月19日 |        | 膠囊之中       | 川崎知子、斧谷稔   | 横山広行 | 兵頭敬             |
| 4    | 1985年3月23日  | 1988年11月26日 |        | 愛瑪叛逃       | 、斧谷稔           | 川瀬敏文 |                    |
| 5    | 1985年3月30日  | 1988年12月3日  |        | 父與子......   | 大野木寛、斧谷稔   | 杉島邦久 | 金山明博           |
| 6    | 1985年4月6日   | 1988年12月10日 |        | 前往地球圈     | 鈴木裕美子、斧谷稔 | 関田修   | 北爪宏幸           |
| 7    | 1985年4月13日  | 1988年12月17日 |        | 脫離SIDE-1     | 、斧谷稔           | 横山広行 | 小林利充           |
| 8    | 1985年4月20日  | 1988年12月24日 |        | 月球的背面     | 大野木寛、斧谷稔   | 川瀬敏文 | 兵頭敬             |
| 9    | 1985年4月27日  | 1988年12月31日 |        | 新的羈絆       | 丸尾みほ、斧谷稔   | 杉島邦久 |                    |
| 10   | 1985年5月4日   | 1989年1月7日   |        | 再會           | 大野木寛、斧谷稔   | 関田修   | 金山明博           |
| 11   | 1985年5月11日  | 1989年1月14日  |        | 突入大氣層     | 鈴木裕美子、斧谷稔 |          | 北爪宏幸           |
| 12   | 1985年5月25日  | 1989年1月21日  |        | 查布羅之風     | 平野靖士、斧谷稔   | 川瀬敏文 | 小林利充           |
| 13   | 1985年6月1日   | 1989年1月28日  |        | 發射           | 大野木寛、斧谷稔   |          |                    |
| 14   | 1985年6月8日   | 1989年2月4日   |        | 阿姆羅再起     | 鈴木裕美子、斧谷稔 | 今川泰宏 | 金山明博           |
| 15   | 1985年6月15日  | 1989年2月11日  |        | 卡茲出擊       | 、斧谷稔           | 関田修   | 北爪宏幸           |
| 16   | 1985年6月22日  | 1989年2月18日  |        | 揮別白色陰霾   | 鈴木裕美子、斧谷稔 | 本橋鷹王 | 小林利充           |
| 17   | 1985年6月29日  | 1989年2月25日  |        | 香港市         | 遠藤明吾           | 川瀬敏文 |                    |
| 18   | 1985年7月6日   | 1989年3月4日   |        | 被拘禁的米萊   | 鈴木裕美子、斧谷稔 | 杉島邦久 | 金山明博           |
| 19   | 1985年7月13日  | 1989年3月11日  |        | 灰姑娘·        | 遠藤明吾           | 平林淳   | 北爪宏幸           |
| 20   | 1985年7月20日  | 1989年3月18日  |        | 灼熱的脫離     | 遠藤明吾           | 関田修   | 小林利充           |
| 21   | 1985年7月27日  | 1989年3月25日  |        | Z的鼓動        | 大野木寛、斧谷稔   | 本橋鷹王 |                    |
| 22   | 1985年8月3日   | 1989年4月1日   |        | 希羅克之眼     | 、斧谷稔           | 川瀬敏文 | 金山明博           |
| 23   | 1985年8月10日  | 1989年4月8日   |        | 攻擊月球       | 鈴木裕美子、斧谷稔 | 杉島邦久 | 北爪宏幸           |
| 24   | 1985年8月17日  | 1989年4月15日  |        | 反擊           | 遠藤明吾           | 関田修   | 小林利充、照日四郎 |
| 25   | 1985年8月24日  | 1989年4月22日  |        | 落下之日       | 鈴木裕美子         | 平林淳   |                    |
| 26   | 1985年8月31日  | 1989年4月29日  |        | 吉翁的亡靈     | 遠藤明吾           | 本橋鷹王 | 北爪宏幸           |
| 27   | 1985年9月7日   | 1989年5月6日   |        | 夏亞的歸來     | 鈴木裕美子、斧谷稔 | 川瀬敏文 | 金山明博           |
| 28   | 1985年9月14日  | 1989年5月13日  |        | 潛入朱比特斯   | 遠藤明吾           | 関田修   | 小林利充           |
| 29   | 1985年9月21日  | 1989年5月20日  |        | SIDE-2的危機   | 鈴木裕美子         | 杉島邦久 | 大森英敏           |
| 30   | 1985年9月28日  | 1989年5月27日  |        | 傑利特特攻     | 遠藤明吾           | 平林淳   |                    |
| 31   | 1985年10月5日  | 1989年6月3日   |        | 半月之愛       | 鈴木裕美子、斧谷稔 | 妻方仁   | 瀬尾康博           |
| 32   | 1985年10月12日 | 1989年6月10日  |        | 謎樣的MS       | 遠藤明吾           | 本橋鷹王 | 金山明博           |
| 33   | 1985年10月19日 | 1989年6月17日  |        | 阿克西斯的使者 | 遠藤明吾           | 関田修   | 小林利充           |
| 34   | 1985年10月26日 | 1989年6月24日  |        | 宇宙的呼喚之聲 | 鈴木裕美子         | 川瀬敏文 |                    |
| 35   | 1985年11月2日  | 1989年7月1日   |        | 力馬札羅的暴風 | 鈴木裕美子         | 平林淳   | 瀬尾康博           |
| 36   | 1985年11月9日  | 1989年7月8日   |        | 永遠的         | 鈴木裕美子         | 遠藤明吾 | 北爪宏幸           |
| 37   | 1985年11月16日 | 1989年7月15日  |        | 達喀爾之日     | 鈴木裕美子         | 横山広行 | 金山明博           |
| 38   | 1985年11月23日 | 1989年7月22日  |        | 蕾柯亞的心意   | 遠藤明吾           | 関田修   | 小林利充           |
| 39   | 1985年11月30日 | 1989年7月29日  |        | 湖畔           | 鈴木裕美子         | 川瀬敏文 | 山田きさらか       |
| 40   | 1985年12月7日  | 1989年8月5日   |        | 格利普斯啟動   | 遠藤明吾           | 関田修   | 金山明博           |
| 41   | 1985年12月14日 | 1989年8月12日  |        | 覺醒           | 鈴木裕美子         | 杉島邦久 | 瀬尾康博           |
| 42   | 1985年12月21日 | 1989年8月19日  |        | 再見了，       | 遠藤明吾           |          | 恩田尚之           |
| 43   | 1985年12月28日 | 1989年8月26日  |        | 哈曼的嘲笑     | 遠藤明吾           | 関田修   | 金山明博           |
| 44   | 1986年1月11日  | 1989年9月2日   |        | 色當之門       | 鈴木裕美子         | 川瀬敏文 | 小林利充           |
| 45   | 1986年1月18日  | 1989年9月9日   |        | 天降之物       | 遠藤明吾           | 平林淳   |                    |
| 46   | 1986年1月25日  | 1989年9月16日  |        | 希羅克揭竿     | 鈴木裕美子         | 杉島邦久 | 瀬尾康博           |
| 47   | 1986年2月1日   | 1989年9月23日  |        | 宇宙的漩渦     | 遠藤明吾           |          | 恩田尚之           |
| 48   | 1986年2月8日   | 1989年9月30日  |        | 在露莎美亞之中 | 鈴木裕美子         | 関田修   | 金山明博           |
| 49   | 1986年2月15日  | 1989年10月7日  |        | 生命消逝       | 遠藤明吾           | 平林淳   | 敷島博英           |
| 50   | 1986年2月22日  | 1989年10月14日 |        | 奔馳於宇宙     | 遠藤明吾           | 川瀬敏文 | 小林利充           |

## 特色
故事中沒有絕對正義的一方，敵對的MS駕駛員都是有血有肉的人不同的只有立場，其中主角與敵方駕駛員悲戀的故事被許多GUNDAM愛好者喻為經典。
本作的結局在歷代鋼彈中被認為最慘的原因是配角幾乎都戰死，留下來的只剩下花與阿卡馬艦上的成員。而兩大主角嘉美尤與夏亞，嘉美尤遭受斯洛哥的精神攻擊而崩潰，夏亞經過此役後，對地球產生絕望，從此誓言要毀掉地球進而導致0093年的逆襲悲劇。
在劇場版的結局中，嘉美尤不但沒有受到斯洛哥的精神攻擊而崩潰，還與花在宇宙擁抱。部分觀眾對此結局表示肯定，也有部分觀眾認為此劇場版將《機動戰士GUNDAM ZZ》變為黑歷史而十分不滿。

## 機械設定
此作的機械設定有永野護及小林誠、藤田一己的參予，所以許多MS有著永野設定機器的修長風格；而於結局登場的迪坦斯MS The-O則具有小林誠設定的厚重風格。此外，可變結構也是本作一系列MS設計的風格。

## 主題曲

### 日本
- 片頭曲
  - 前期（1話～23話）
    - 原題：BETTER DAYS ARE COMING，原作詞作曲：尼尔·萨达卡、日本語版作詞：井荻麟、演唱：鮎川麻彌（日语：鮎川麻弥）

  - 後期（24話～50話）
    - 原題：FOR US TO DECIDE，作曲：尼尔·萨达卡、作詞：売野雅勇（日语：売野雅勇）、演唱：森口博子
- 插曲
  - 作詞：井荻麟、作曲・編曲：馬飼野康二、演唱：森口博子
- 片尾曲
  - 原題：BAD AND BEAUTIFUL、原作詞：PHILIP CODY、日本語版作詞：竜真知子（日语：竜真知子）、演唱：鮎川麻弥

### 國際
- 片頭曲『Zの鼓動～Ζガンダム』
- 片尾曲『グリーン・ノアの少年～新たな世界』

出於版權原因，國際版及日本網絡配信版採用了與日本電視播送版不同的純音樂OP和ED，並得到了富野監督的監修。

### 台灣
- 『剛彈勇士』（翻唱自）
  - 原題：BETTER DAYS ARE COMING、原作詞：尼尔·萨达卡、作詞：？、歌：藍心湄

由於此版音樂與節奏較日本原曲長，華視為了填滿所空出的多餘時間，因此有挪取一小部分畫面重覆播放。

## 電影版
由原作导演富野由悠季执导，以電視版為基礎重新編輯，加上新作片段並且更改部分故事的電影版於2005年-2006年之間分成三部上映：

## 外部連結
- 電視動畫官方網站 （页面存档备份，存于）（日語）